# Kampeerterrein

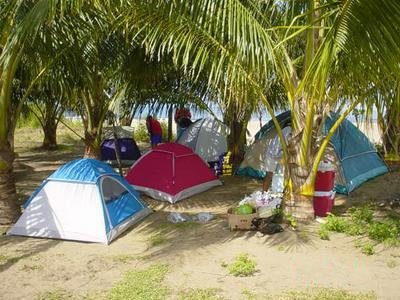
Strandcamping aan de Golf van Mexico in de Mexicaanse staat Veracruz

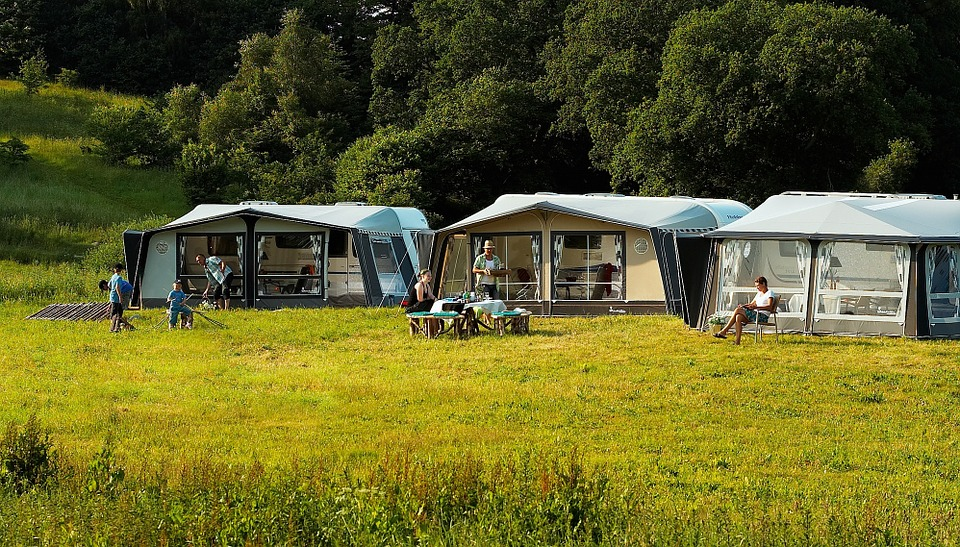
Camping in Zweden

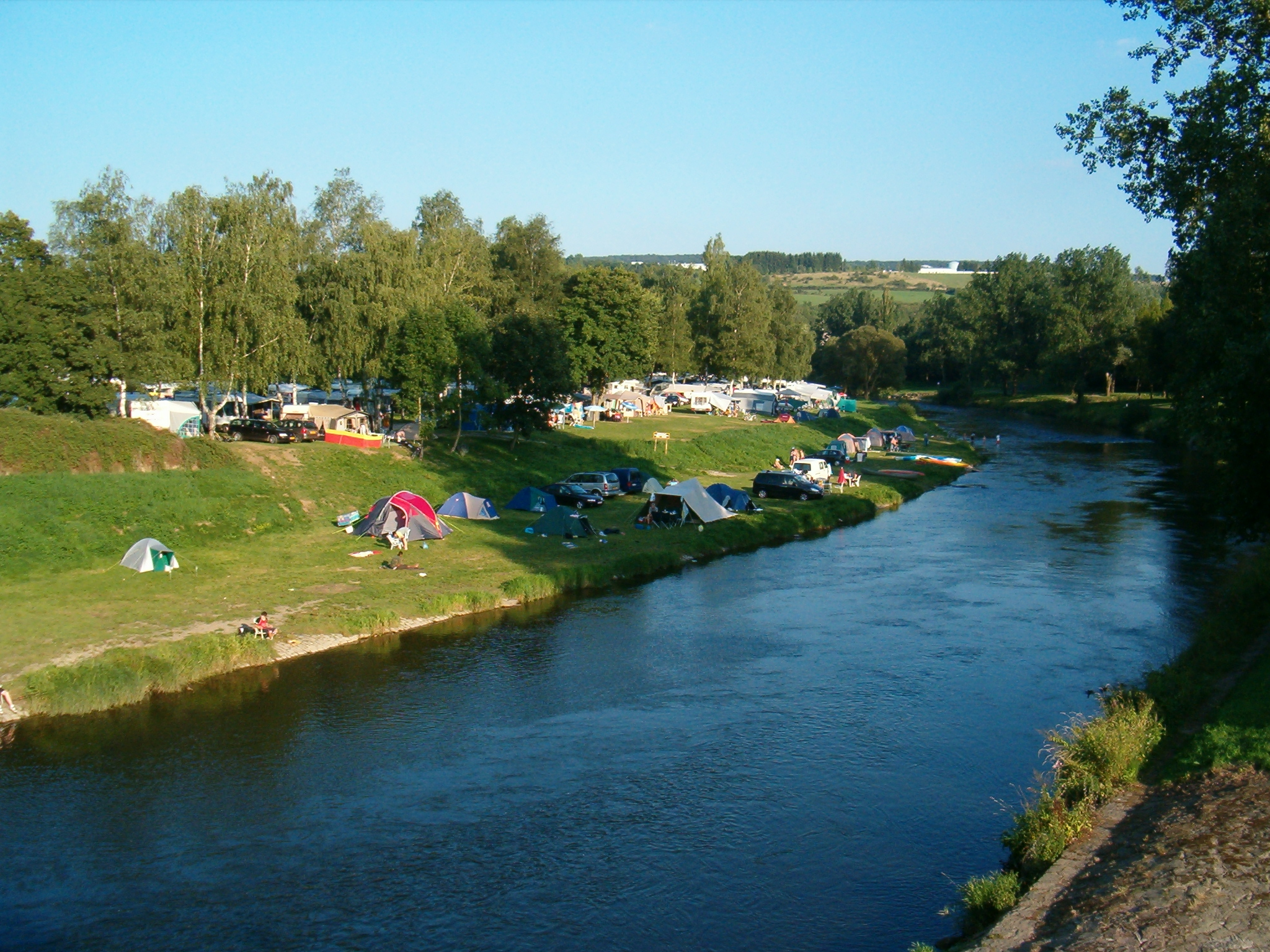
Terrein aan het water bij Echternach

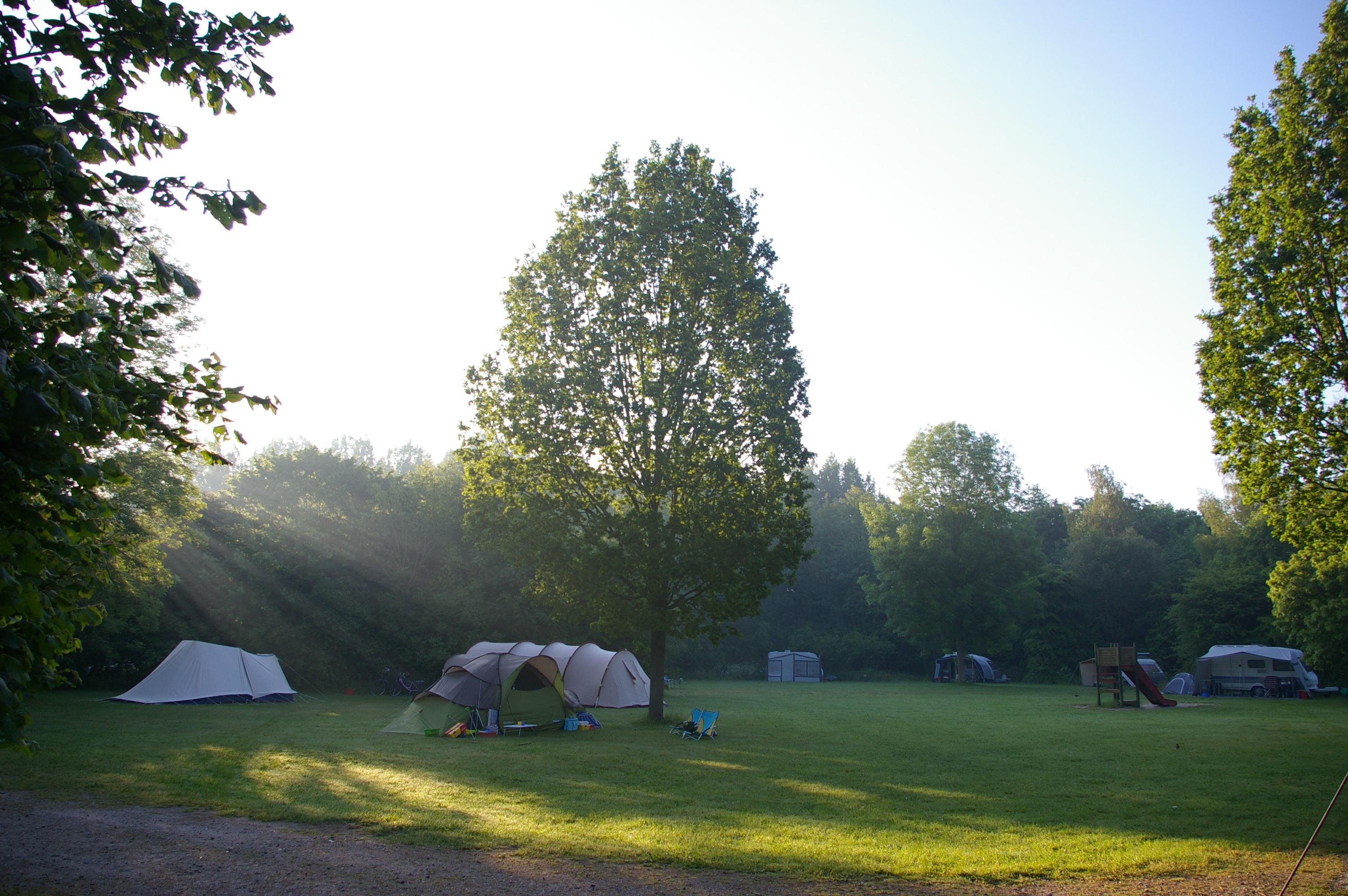
Staatsbosbeheer-natuurkampeerterrein De Dasselaar bij Zeewolde

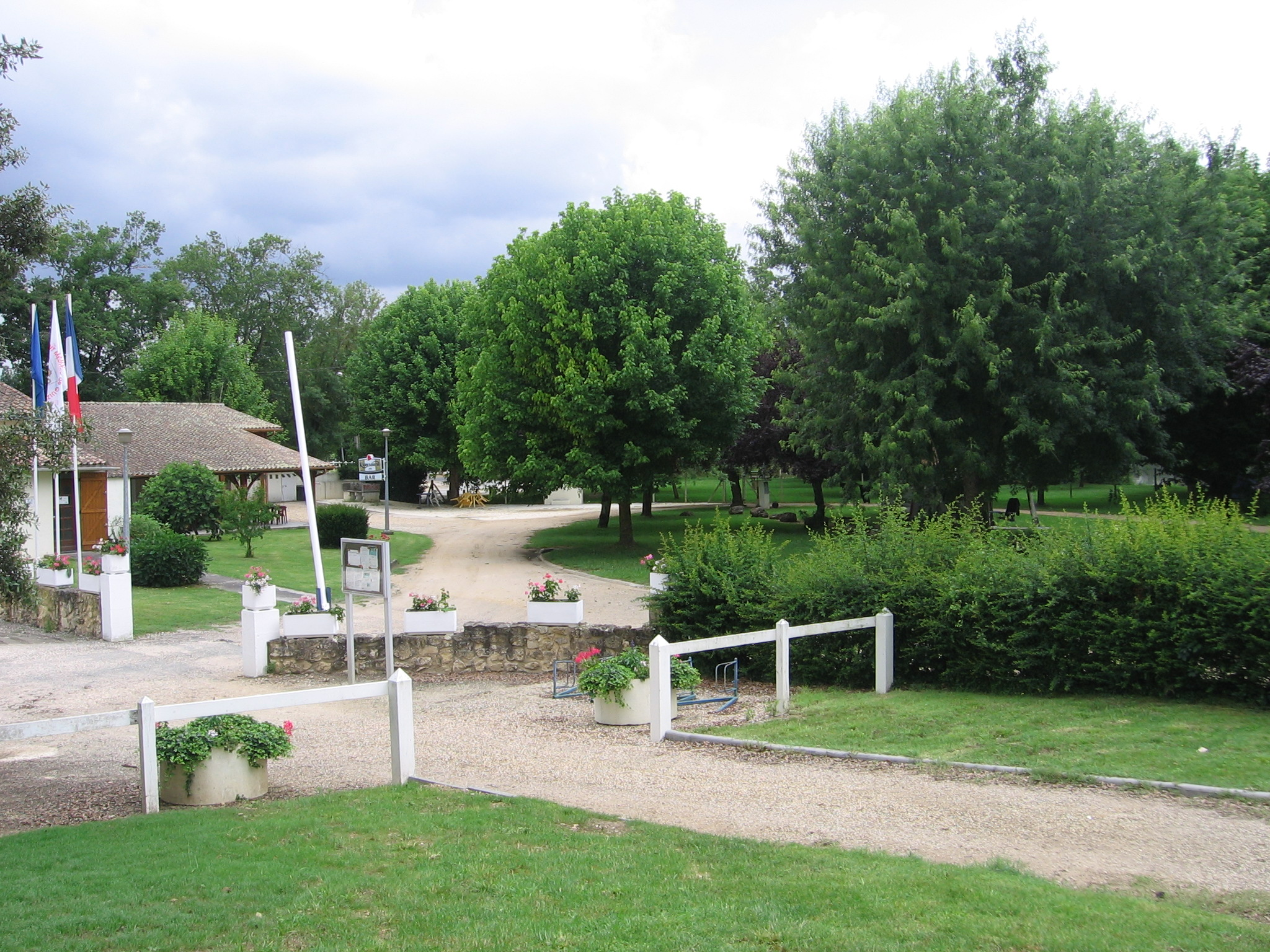
Camping municipal in Saint-Médard-de-Guizières, Frankrijk

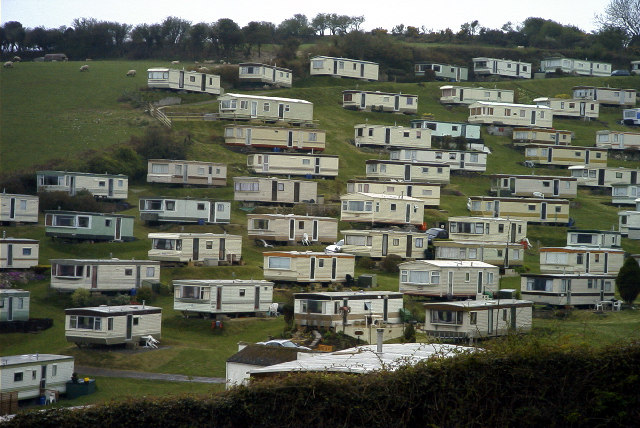
Een camping met caravans in Devon, Engeland

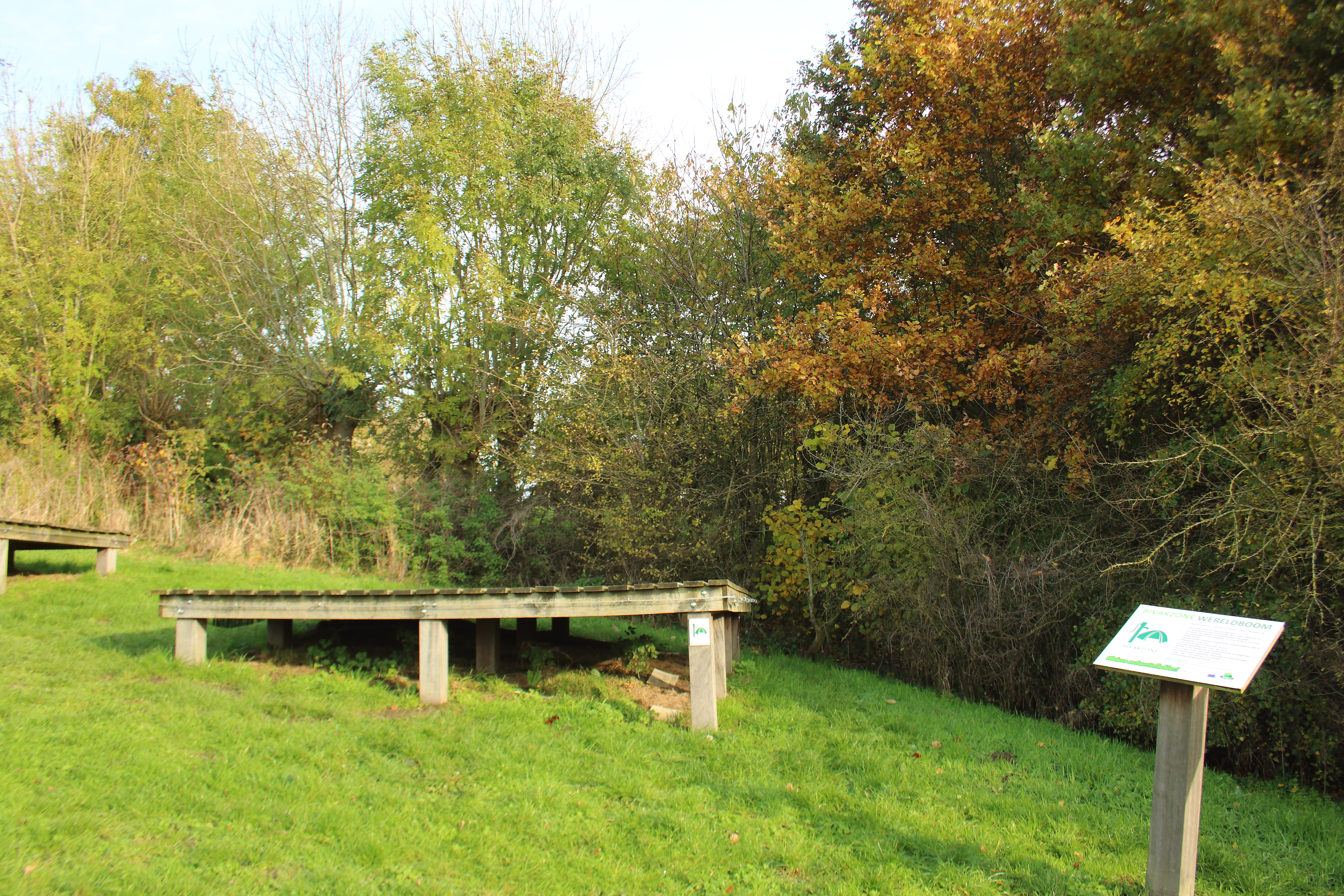
Bivakzone Wereldboom Horebeke in de Vlaamse Ardennen

Een kampeerterrein of (in het Frans, niet Engels) camping is een plek met voorzieningen om te kamperen. Hier kan een eigen tent worden opgezet en de vouwwagen, caravan of camper worden neergezet. Veel kampeerterreinen verhuren deze voorzieningen ook of er zijn vergelijkbare vormen van onderdak zoals trekkershutten of zogenaamde Pipo-wagens (vernoemd naar Pipo de Clown).
Doorgaans is een camping een stuk land met velden omzoomd door struiken en bomen om beschutting te bieden. De kampeerveldjes hebben vaak een begroeiing bestaande uit gras.
Veel Nederlandse campings zijn aangesloten bij de RECRON, die als belangenbehartiger voor de Nederlandse campingsector optreedt. Voor België is dat onder meer Recread. Er zijn verschillende typen campings, waaronder de gezinscamping, jongerencamping, natuurcamping en glamping.

## Voorzieningen
De voorzieningen bestaan in ieder geval uit een of meer sanitairgebouwen waar wc's, douches en wasgelegenheden zijn te vinden. Op eenvoudige campings, zijn dit vaak de enige voorzieningen.
Hoewel het kamperen aanvankelijk ontstaan is uit een behoefte om terug te keren naar eenvoudig leven in de natuur, heeft het voorzieningenniveau zich sterk ontwikkeld. Vooral campings langs de kust en nabij andere toeristische trekpleisters, zoals steden, hebben wat dat betreft veel te bieden. Naast een receptie, vindt men hier voorzieningen als: een supermarkt, een restaurant, een zwembad, een disco en een animatieteam. Dergelijke grootschaliger kampeerterreinen richten zich soms op een specifieke doelgroep, bijvoorbeeld jongeren of gezinnen.
Het komt steeds vaker voor dat een camping recreatie in een bredere context plaatst en buiten het kamperen ook verhuur van bungalows aanbiedt. Ook dagrecreatie is een inkomensbron voor veel Nederlandse kampeerbedrijven.

## Beoordelingen
De ANWB geeft jaarlijks een gids uit waarin campings aan een beoordeling onderworpen worden. Ook is in deze gids te lezen welke voorzieningen een bepaalde camping heeft. Voorheen werden campings beoordeeld aan de hand van sterren. Vanaf 2006 is dit systeem vervangen door een rapportcijfer. Daarnaast roept de ANWB jaarlijks Eurotop-campings uit.
De Duitse zusterorganisatie is de ADAC. Deze gigant op kampeergebied heeft 8 miljoen leden. Ook de ADAC geeft een campinggids uit. De hoogst haalbare normering is ADAC Superplatz. In Groot-Brittannië beoordeelt de organisatie "Alan Rogers"-campings. Daarnaast kennen de Britse Eilanden de zeer luxueuze campings van The Caravan Club.

## Soorten campings
Er zijn in veel landen verschillende typen campings ontstaan. Deze onderscheiden zich door de locatie, de doelgroep en/of het voorzieningenniveau. De gezins- of familiecampings richten zich op gezinnen, waarbij met name voor kinderen veel activiteiten worden georganiseerd, maar er vaak ook voorzieningen zijn om andere gezinsleden te vermaken. Sommige campings richten zich echter juist vooral op ouderen of weren kinderen. Er zijn jongerencampings voor jongeren en motorcampings voor motorrijders. In Frankrijk is de exploitatie van campings regelmatig in handen van de gemeente, aangeduid als camping municipal; dit zijn veelal minder luxe campings. 
Een speciale categorie vormen de natuurkampeerterreinen die veelal kleinschalig zijn en alleen eenvoudige voorzieningen kennen. Ze liggen in een natuurlijke omgeving en het doel is om een rustige sfeer te scheppen. Deze natuurkampeerterreinen worden in Nederland op deze aspecten gekeurd door de Stichting Natuurkampeerterreinen. Bij bivakzones ontbreken voorzieningen geheel. Ook naturistencampings stellen natuur centraal.
Geheel anders is Glamping (GLAmorous en caMPING), een vorm van kamperen die plaatsvindt in als hotelkamer ingerichte tenten.
Naast campings die in of nabij natuurgebieden of recreatiegebieden zijn gelegen, bestaan er ook, vaak eenvoudig ingerichte, stadscampings en boerderijcampings en de doorgaans wat luxere kasteelcampings.

## Trivia
- Een van de oudste campings van Nederland is gevestigd in Vierhouten. Deze camping "Saxenheim" (thans "Samoza") werd begin jaren twintig opgericht. De oude kantine uit 1927 (enige jaren na de opening van de camping gebouwd) is nog altijd aanwezig. Deze staat op een centraal op de camping gelegen voormalige stuifzandheuvel. Ook Camping Bakkum wordt wel genoemd als de oudste Nederlandse camping; hier zou al in 1914 zijn gekampeerd.
- De noordelijkste officiële camping ter wereld is gelegen in Longyearbyen op Spitsbergen op 78° 13' noorderbreedte.